# Honnør Oku-iwa
Honnør Oku-iwa är en kulle i Antarktis. Den ligger i Östantarktis. Norge gör anspråk på området. Toppen på Honnør Oku-iwa är 269 meter över havet. Honnør Oku-iwa ligger vid sjön Honnør Oku-ike.
Terrängen runt Honnør Oku-iwa är kuperad.  Trakten är obefolkad. Det finns inga samhällen i närheten. 